# Жук-арлекін
Жук-арлекін (Acrocinus longimanus) — вид твердокрилих комах родини вусачі. Ендемік Центральної Америки і північної частини Південної Америки. Занесений до Червоного списку МСОП як вразливий вид. Володар найдовших ніг серед комах.

## Зовнішній вигляд
Довжина тіла — до 76 мм. У імаго  верх тіла вкритий густим опушенням і має складний візерунок з чорних, червонувато-жовтогарячих та зеленувато-жовтих плям різної форми. Візерунку властива індивідуальна мінливість, на підставі якої виділяють декілька підвидів. Інколи своєрідний візерунок на тілі жука трактують як камуфляж на тлі відмерлих стовбурів дерев, які впали і вкриті сухим листям, лишайниками, грибами.
Антени 11-членикові, чорні, значно довші, ніж тулуб, з невеличкими жовтогарячими плямами на стиках між члениками. Стегна пласкі, чорні, з малесенькими жовтогарячими поперечними плямками на стиках з гомілками. Найхарактернішою рисою жука є його надвичайно довгі передні ноги. У самців вони сягають 17 см, тобто вдвічі довші, ніж тулуб. Тож жук-арлекін є володарем найдовших ніг серед усіх комах.
Жукам притаманий статевий диморфізм: самці більші, їх передні гомілки на вершинах досить сильно (у самок лише трохи) загнуті до середини. У самців на кожному з боків передньоспинки є видовжений загострений бугорець із шипом на вершині, спрямований назовні; у самок він невеличкий або зовсім відсутній.

## Етимологія назви
Наукова видова назва longimanus, яка дана жуку К. Ліннеєм, перекладається з латини як «довгоногий». Вернакулярне ж ім'я «арлекін» відображає пістряве забарвлення комахи, що нагадує одяг з різнокольорових клаптиків у Арлекіна, давнього театрального персонажа. Таку саму назву жук має у англійській, французькій, іспанській, німецькій, російській та інших мовах.

## Географічне поширення
Природний ареал виду охоплює частину Неарктики: від Півдня Мексики до Півночі Аргентини і включає також Карибські острови.

Поширення жука-арлекіна. Кольоровими цяточками позначені місця його знахідок

## Спосіб життя
Жуки мешкають у субтропічних та тропічних дощових лісах на висоті до 2150 метрів. Активні вдень, хоча вночі прилітають до джерел штучного світла. За іншими даними, жуки активні, навпаки, у темну пору доби, від смеркання до світання. Пересуватися по шерехатій корі їм допомагає надзвичайна довжина ніг та зазубленість внутрішньої поверхні гомілок. Завдяки цьому комахи в змозі триматися на пласкій вертикальній поверхні (див. фото:).
Харчуються жуки деревинною корою та сапротрофними грибами, що оселюються на мертвій або вмираючій деревині, а також соком зі стовбурових поранень. Вже за кілька годин після падіння дерева арлекіни летять до нього, орієнтуючись за запахом соку, що витікає. Їжею для них можуть бути також екскременти інших тварин.
Кормовими рослинами цих комах стають різні види принаймні 11 родів (фікуси, Parahancornia fasciculata, Bagassa guianensis, Brosimum та інші) дев'яти родин.

### Життєвий цикл

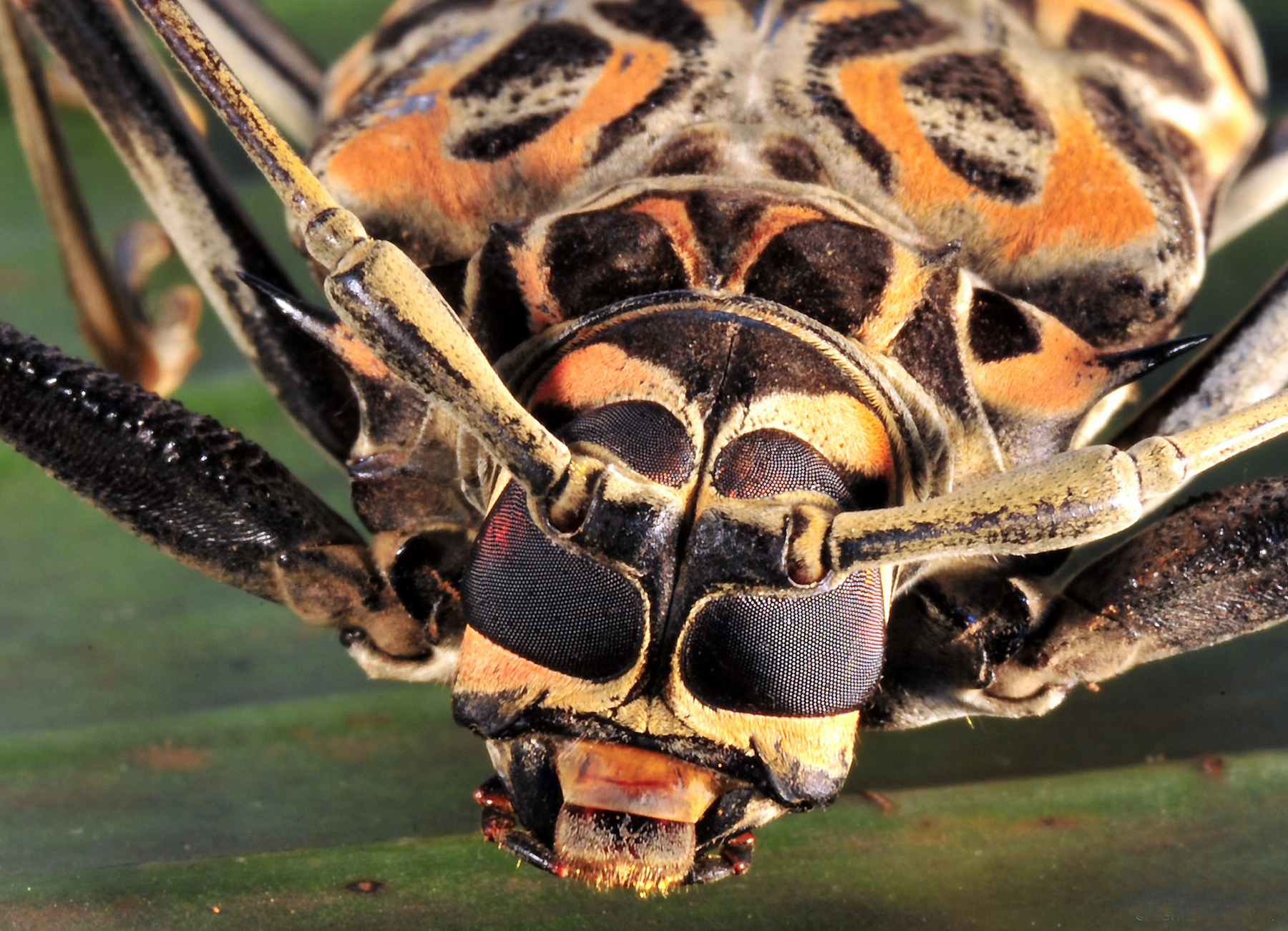
В період розмноження потужні щелепи стають у пригоді самцям жуків-арлекінів у сутичках із суперниками

В період розмноження самцям властива певна територіальність: вони знаходять і охороняють від самців-конкурентів ділянки стовбурів, найпридатніші для відкладання яєць. При цьому між самцями виникають запеклі сутички, під час яких використовуються довжелезні ноги і потужні щелепи, якими жуки здатні пошкоджувати кінцівки та антени супротивника. Вважають, що, крім іншого, видовжені ноги самця допомагають йому успішно здійснити парування.
Після парування самиця вигризає заглиблення (8 × 20 мм) у вологій корі, що гниє, і відкладає у ямку яйце. В тропіках це припадає на сезон дощів, коли стовбур рясно вкритий лишайниками та грибами. Вони камуфлюють місце яйцекладки від хижаків. Протягом двох-трьох днів самиця відкладає 15–20 яєць. Личинки живляться деревиною, прогризаючи у ній тунелі на глибину до 13 см. У них вони через сім-вісім місяців і заляльковуються. Ще через чотири місяці дорослі жуки вигризають собі вихід назовні.
Загалом життєвий цикл (яйце → імаго) триває до 12 місяців.

### Природні вороги
Основними природними ворогами жуків-арлекінів є птахи, ящірки та жаби. Дошкуляють їм також
дрібні паразитичні кліщі, які мешкають попід надкрилами комах. Там же живуть три види псевдоскорпіонів, які живляться цими кліщами. Для позбавлених крил кліщів та псевдоскорпіонів жуки є активними розселювачами (форезія).

## Значення у природі та житті людини
Подібно до інших біологічних видів, жук-арлекін є невід'ємною ланкою природних екосистемах, споживаючи рослинні тканини і стаючи здобиччю тварин — хижаків та паразитів. Вид важливий у лісових біомах як потужний редуцент, що прискорює розкладання відмерлої органіки.
Арлекін включений до Червоного списку МСОП як вразливий вид. Основними факторами зниження його чисельності і скорочення ареалу є масове вирубування дощових лісів у тропіках. Крім того, жуків виловлюють для продажу колекціонерам, прикрашання інтер'єру, виготовлення сувенірів; купляють для утримання вдома як кімнатних тварин.
В тілі жуків знайдено білки, які мають високу активність у пригніченні паразитичного грибка Candida glabrata¬, небезпечного для здоров'я та життя людини, а також проти інших мікроорганізмів. Поглибені дослідження цих сполук можуть у перспективі стати основою для створення ефективних лікувальних засобів.